# 岡山北警察署
岡山北警察署（おかやまきたけいさつしょ）は、岡山県警察が管轄する警察署の一つである。

## 所在地
- 岡山県岡山市北区御津草生2090番地

## 管轄区域
- 岡山市北区（御津地域・建部地域）
- 加賀郡吉備中央町

## 沿革
- 1954年4月1日 - 岡山県御津警察署を設置。
- 2006年4月1日 - 岡山県岡山北警察署に改称。同時に高梁警察署から吉備中央町のうち賀陽地区が移管される。
- 2007年4月1日 - 吉備高原駐在所を新設。それに伴い、管轄区域の見直しを行った。

## 駐在所
（ ）の中は所在地。
- 宇垣駐在所（岡山市北区御津宇垣）
  - 岡山市北区のうち菅野（一部）、高野（一部）、御津宇垣、御津金川、御津川高、御津北野、御津草生（一部）、御津国ヶ原、御津河内、御津下田、御津高津、御津中泉、御津中牧、御津中山、御津野々口、御津矢原（一部）、御津吉尾、御津芳谷
- 新庄駐在所（岡山市北区御津新庄）
  - 岡山市北区のうち御津伊田、御津石上、御津新庄、御津中畑、御津平岡西、御津矢知、御津矢原（一部）
- 紙工駐在所（岡山市北区御津紙工）
  - 岡山市北区のうち御津宇甘、御津勝尾、御津虎倉、御津紙工
- 竹枝駐在所（岡山市北区建部町吉田）
  - 岡山市北区のうち御津鹿瀬、御津草生（一部）、建部町大田、建部町小倉、建部町土師方、建部町吉田
- 建部駐在所（岡山市北区建部町中田）
  - 岡山市北区のうち建部町市場、建部町桜、建部町建部上、建部町田地子、建部町富沢、建部町中田、建部町西原、建部町宮地
- 福渡駐在所（岡山市北区建部町福渡）
  - 岡山市北区のうち建部町川口、建部町三明寺、建部町品田、建部町下神目、建部町鶴田、建部町角石畝、建部町角石谷、建部町福渡、建部町豊楽寺、建部町和田南
- 吉備高原駐在所（加賀郡吉備中央町竹部）
  - 加賀郡吉備中央町のうち上野、黒山、竹部、湯山（一部）、吉川
- 豊野駐在所（加賀郡吉備中央町竹荘）
  - 加賀郡吉備中央町のうち上竹、竹荘、豊野
- 湯山駐在所（加賀郡吉備中央町湯山）
  - 加賀郡吉備中央町のうち黒土、田土、納地、湯山（一部）
- 西駐在所（加賀郡吉備中央町西）
  - 加賀郡吉備中央町のうち北、岨谷、西、宮地
- 津賀駐在所（加賀郡吉備中央町下加茂）
  - 加賀郡吉備中央町のうち上加茂、下加茂、平岡、広面、美原
- 円城駐在所（加賀郡吉備中央町円城）
  - 加賀郡吉備中央町のうち案田、上田西、上田東、円城、神瀬、小森、高富、船津、細田、三納谷
- 長田駐在所（加賀郡吉備中央町井原）
  - 加賀郡吉備中央町のうち粟井谷、井原、大木、尾原、加茂市場、笹目、下土井、杉谷、高谷、富永、豊岡上、豊岡下、福沢、溝部、三谷、和田